# Aiouea lehmannii
Aiouea lehmannii är en lagerväxtart som först beskrevs av Otto Christian Schmidt, och fick sitt nu gällande namn av S. Renner. Aiouea lehmannii ingår i släktet Aiouea och familjen lagerväxter. Inga underarter finns listade i Catalogue of Life.